# Bjelovarski sajam
Bjelovarski sajam sajamska je priredba koja se održava na sajamskom prostoru u Gudovcu kraj Bjelovara. Jedan je od najvećih poljoprivrednih sajmova u regiji (uz Gornju Radgonu i Novi Sad).
Na širem prostoru Bjelovara postoji bogata povijest sajmovanja poljoprivrednim proizvodima i razvijena poljoprivredna proizvodnja. Na tim temeljima osnovana je tvrtka Bjelovarski sajam d.o.o. koja je 1995. godine na prostoru bivše stočarske farme Koopexport u Gudovcu u predgrađu Bjelovara započela sa sajamskim priredbama. Vlasnici sajma su Bjelovarsko-bilogorska županija i Grad Bjelovar. 
Glavne manifestacije su proljetni i jesenski sajam, a ima i niz manjih sajamskih priredbi tijekom godine (pčelarska izložba, sajam konja, malih životinja i sl.) Na prostoru sajma nalazi se niz sajmenih zgrada za izlagače. Postoji i nekoliko zatvorenih prostora, gdje se izlažu domaće životinje poput: krava, konja, svinja, ovaca, koza, peradi i dr. Predstavljaju se i hrvatske pasmine domaćih životinja poput: konja hrvatskog hladnokrvnjaka, turopoljske svinje, boškarina, kokoši Hrvatice i dr. 
Na sajmu se nalazi prva hrvatska Aukcijska dvorana. Sagrađene su i lovačka i šumarska kuća. Sajam ima i međunarodni karakter uz sudjelovanje stranih izlagača, svaki put predstavlja se zemlja domaćin te jedna hrvatska županija. U popratnom programu održavaju se savjetovanja, prezentacije, ocjenjivanja najboljih primjeraka stoke, aukcijska prodaja stoke, nastupi kulturno-umjetničkih društva i sl. Sajam obično otvori državna delegacija.

## Vanjske poveznice
- Službene stranice sajma na bj-sajam.hr